# Кондратьев, Игорь Петрович
Игорь Петрович Кондра́тьев (род. 23 января 1991 в городе Павлодар) - казахстанский легкоатлет, мастер спорта Республики Казахстан международного класса.

## Карьера
Мастер спорта Республики Казахстан международного класса по легкой атлетике, член сборной Казахстана.
Победитель чемпионата Азии в закрытых помещениях 2014 года с рекордом Азии.
На XVIII Международных соревнованиях на призы олимпийской чемпионки Т. Колпаковой завоевал чемпионский титул в эстафете 4×400 метров и в барьерном беге, а также стал обладателем серебряной медали в беге на 400 метров.
Студент факультета бизнеса Павлодарского университета.